# تیرماهی
تیرماهی (نام علمی: Ptereleotrinae) نام یک زیرخانواده از زیرراسته گاوماهی‌واران است.